# تابو (فیلم ۲۰۰۲)
تابو (انگلیسی: Taboo) فیلمی ترسناک است که در سال ۲۰۰۲ منتشر شد. از بازیگران آن می‌توان به نیک استال، ادی کی توماس، جنیوری جونز و آمبر بنسون اشاره کرد.